# Tatort: Strahlende Zukunft
Strahlende Zukunft ist ein Fernsehfilm aus der Kriminalreihe Tatort der ARD und des ORF. Der Film wurde von Radio Bremen produziert und am 26. August 2007 im Programm Das Erste zum ersten Mal gesendet. Für Kriminalhauptkommissarin Inga Lürsen (Sabine Postel), ist es der 17. Fall, in dem sie ermittelt, und für Kriminalkommissar Stedefreund (Oliver Mommsen) der 12. Fall, den er zusammen mit Inga Lürsen zu lösen hat.
Die Verzweiflungstat einer Frau, die gegen die Strahlengefahr von Sendemasten kämpft, macht diese 671. Tatort-Folge zu einem brisanten Fall. Im Zuge der Ereignisse ist ein Mord aufzuklären, der entgegen allen Erwartungen nichts mit dem Anfangsgeschehen zu tut hat und lediglich eine Eifersuchtstat darstellt.

## Handlung
Mitten auf dem Bremer Marktplatz überfährt Sandra Vegener absichtlich Richter Weller, als er aus dem Justizgebäude kommt. Anschließend verlässt sie das Auto, rennt in das Gebäude und stürzt sich vom Dach. Da sie Lürsen vorab telefonisch zum Marktplatz bestellt hat, wird sie unmittelbar Zeugin der Ereignisse. Sie kannte die Frau und wusste, dass sie, seitdem ihre Tochter an Leukämie erkrankt und gestorben war, den Kampf gegen eine Mobilfunkfirma aufgenommen hat. Sie behauptete, dass die Strahlung der Sendemasten ihr Kind krank gemacht hätte. Sie selbst würde man mit Strahlenwaffen verfolgen, seit sie dem Konzern zu gefährlich wurde. Denn es war ihr gelungen, gegen die Firma „ToWave“ eine Einstweilige Verfügung durchzusetzen, dass keine weiteren Funkmasten mehr aufgestellt werden dürfen.
Sandra Vegeners erwachsener Sohn Daniel macht Inga Lürsen für den Tod seiner Mutter mitverantwortlich, da sie vor Ort war und ihr nicht geholfen hatte. Er schlägt Lürsen nieder, bemächtigt sich ihrer Dienstpistole und verschwindet damit. Offensichtlich will er an den Personen Rache nehmen, die seine Mutter nicht ernst genommen haben und sie in die Psychiatrie eingewiesen hatten, um sie damit in der Öffentlichkeit unglaubwürdig zu machen. Stedefreund will daher als erstes den Psychologen Peter Humberth warnen, der Sandra Vegener behandelt hatte. Er ist allerdings nicht zu Hause und seine Frau meint, er wäre auf einem Seminar. Beiläufig erwähnt sie, dass diese Seminare meistens mit M anfangen, wie Melanie, Monika, Martina oder Melissa.
Die Ermittler versuchen krampfhaft Daniel zu finden, ehe er mit der Waffe Unheil anrichten kann. Doch ist er immer einen Zug schneller als die Ermittler. Er sucht seinen Vater auf und stellt ihn zur Rede. Er weiß, dass der Vater von „ToWave“ Geld bekommen hat, um die Hirngespinste seiner Frau nicht zu unterstützen. Er zwingt ihn vor laufender Handykamera, das zu bestätigen und schickt den Film per Handy zu Lürsen.
Lürsen findet heraus, dass Sandra Vegener schwanger und das Kind missgebildet war. Sie ist empört, dass sowohl die Rechtsmedizinerin als auch Staatsanwalt Reinhardt ihr diese Information vorenthalten haben. Denn damit bekommt Vegeners Kurzschlusshandlung einen Sinn. Lürsen ist davon überzeugt, dass Sandra Vegener absolut nicht schizophren war, wie die Ärzte behaupteten, sondern verzweifelt und wütend, denn noch ein Kind zu verlieren, hätte sie nicht ertragen können.
Daniel gelingt es, den Psychologe Peter Humberth ausfindig zu machen. Er hatte das Gutachten verfasst, das seine Mutter für psychisch krank erklärte und auf dessen Grundlage Staatsanwalt Reinhardt die Einweisung in die Psychiatrie anordnete. Er zwingt auch ihn mit vorgehaltener Waffe, vor der Kamera zuzugeben, dass er das Gutachten seiner Mutter im Auftrag von „ToWave“ gefälscht hat. Ehe er das jedoch beenden kann, fällt ein Schuss und Humberth sinkt tot zu Boden. Daniel flieht zunächst, stellt sich aber kurz darauf bei der Polizei. Lürsen fühlt sich schuldig, dass Daniel an ihre Waffe kommen konnte, doch stellt sich heraus, dass die Kugel nicht aus ihrer Waffe stammte. Da unmittelbar nach dem Schuss ein Wagen der Sicherheitsfirma „RMB-Elektronics“ weggefahren ist, wird der Chef Rüdiger Bosbach vorgeladen. Er arbeitet für „ToWave“ und produziert auch Strahlenwaffen, von denen Sandra Vegener immer behauptete beschossen zu werden. Er hatte Humberth überwacht und dabei gesehen, wer den tödlichen Schuss abgegeben hat: Humberths Frau Katja. Stedefreund sucht sie auf und sie gibt ohne Umschweife zu, die Chance endlich genutzt zu haben, und meint: „Es war einfach an der Zeit.“
Daniels Freundin Jessica entführt inzwischen die Tochter von Staatsanwalt Jörg Reinhardt. Der nimmt daraufhin Daniel aus der Haft mit, um Jessica daran zu hindern, seine Tochter vom Justizgebäude zu stürzen. Daniel geht mit Reinhardt auf das Dach und will ihn dort zwingen zuzugeben, dass das Gutachten gefälscht war und er die Einweisung seiner Mutter in die Psychiatrie auf Willen von „ToWave“ veranlasst hat. Als die Situation eskaliert und beide vom Dach zu stürzen drohen, schießt Lürsen, die dem Staatsanwalt nachgefahren ist, Daniel ins Bein und beendet damit die Geiselnahme.
Es stellt sich heraus, dass die Firma „ToWave“ bis in den Senat der Stadt Bremen ihre Verbindungen hat, wodurch selbst der Staatsanwalt zu Stillschweigen verpflichtet ist. Somit kann Bosbach nicht wegen Körperverletzung an Sandra Vegener zur Verantwortung gezogen werden. Lürsen und Stedefreund haben zwar Indizien dafür, dass die Frau tatsächlich mit Mikrowellenstrahlen beschossen wurde, wie sie immer behauptete, aber die Beweislage ist zu dünn und der Staatsanwalt nicht an der Verfolgung dieser Straftat interessiert.

## Hintergrund
Der Film wurde vom Radio Bremen und Bremedia in Zusammenarbeit mit dem WDR unter dem Arbeitstitel  Donna Quichotte in Bremen und der Umgebung von Bremen gedreht. Sabine Postel feiert mit dieser Episode ihren zehnjährigen „Tatort“-Geburtstag.

## Rezeption

### Einschaltquoten
Die Wiederholungssendung von Strahlende Zukunft am 8. August 2010 wurde in Deutschland von insgesamt 6,07 Millionen Zuschauern gesehen und erreichte einen Marktanteil von 19,2 Prozent für Das Erste.

### Kritik
Rainer Tittelbach von tittelbach.tv bewertet anerkennend: „‚Strahlende Zukunft‘ wirft zwar Fragen auf, wie die nach den Nebenwirkungen der Handy-Strahlung, der Film vermeidet es aber, sich in thematischen Ungereimtheiten zu verstricken oder sich zu vorschnellen Thesen hinreißen zu lassen. Autor Christian Jeltsch bündelt den sozialen Sprengstoff, den das Thema bietet, und nutzt ihn für die nötigen i-Tüpfelchen innerhalb eines gut gebauten und dicht erzählten Krimis. Es geht nicht um die klassische Mördersuche, sondern um das Aufdecken tödlicher Machenschaften. Und parallel zur Kommissarin ist der Sohn der toten Aktivistin als unberechenbarer Racheengel unterwegs, was doppelt für Spannung sorgt. Überhaupt sind viele Nebenschauplätze und Personen mit im Spiel – nicht als die üblichen Verdächtigen, sondern als Rädchen im perfiden Getriebe. Das macht den auch optisch exklusiven Film, in dem Mark Schlichter kühle Technologie zu visuellen Metaphern stilisiert, zu einem der besten ‚Tatorte‘ 2007.“
Kathrin Buchner bei Stern.de urteilt ähnlich über diesen Tatort, der „von Minute zu Minute an Brisanz, Spritzigkeit und Tiefe“ gewinnt: „Die Geschichte ist mit viel moderner Technik umgesetzt. Beweise werden als MMS verschickt, sogar ein Mord wird per Handykamera […] live mitgeschnitten, es gibt Computeranimationen, mit denen High-Tech-Waffen wie im Science-Fiction-Thriller vorgeführt werden. Dass Mitarbeiter der Mobilfunkindustrie per Strahlenwaffen Jagd auf Gegner machen, erscheint allerdings reichlich überzogen – auch wenn die Ohnmacht des Einzelnen gegenüber Interessen großer Konzerne anschaulich demonstriert wird.“
Auf der Internetseite Krimi-couch.de schreibt Jochen König zu diesem sehr „brisante[n] Fall“: „‚Strahlende Zukunft‘ ist ein solider Krimi, der zwar leicht spekulativ, aber durchaus ernsthaft, mit seinem tagesaktuellen und bedrohlichen Szenario umgeht. Die Macht der Konzerne und die Ohnmacht des Einzelnen schildert Ernst knapp und plastisch. Klischees – bedingt durch die Kürze des Romans – lassen sich nicht immer vermeiden, fallen aber nicht magenreizend ins Gewicht. […] Trotz dieser Schwächen gelingt es Christoph Ernst, die Handlung bis zum Ende plausibel und nachdenkenswert zu entwickeln. Das erfordert auf so wenigen Seiten einiges an Geschick – und vermutlich den Verzicht auf die ein oder andere charakterliche Tiefenschärfe.“
Die Kritiker der Fernsehzeitschrift TV Spielfilm meinen, bei diesem Tatort wird das „Verschwörungsszenario […] glaubhaft und spannend ausgesponnen“. Dadurch wird dieser „Paranoiathrill, so smart wie fesselnd“.